# بريدراغ ستيفانوفيتش
بريدراغ ستيفانوفيتش (بالصربية: Предраг Стевановић)‏ هو لاعب كرة قدم صربي في مركز الوسط، ولد في 3 مارس 1991 في إسن في ألمانيا. شارك مع منتخب صربيا تحت 19 سنة لكرة القدم. أما مع النوادي، فقد لعب مع شالكه 04 وفيردر بريمن.

## وصلات خارجية
- بريدراغ ستيفانوفيتش على موقع قاعدة بيانات كرة القدم.إي يو (الإنجليزية)
- بريدراغ ستيفانوفيتش على موقع بيانات كرة القدم. دي إي (الألمانية)
- بريدراغ ستيفانوفيتش على موقع Soccerway.com (الإنجليزية)
- بريدراغ ستيفانوفيتش على موقع عالم كرة القدم.نت (الإنجليزية)
- بريدراغ ستيفانوفيتش على موقع AS.com (الإسبانية)